# Franz Oppenheimer
Franz Oppenheimer (Berlino, 30 marzo 1864 – Los Angeles, 30 settembre 1943) è stato un economista, sociologo e medico tedesco di origine ebraica. Fu impegnato nel movimento sionista in Germania.

## Biografia
Franz Oppenheimer nacque a Berlino da una famiglia di origine ebraica, figlio di Julius Oppenheimer, rabbino della comunità ebraica riformata della città dal 1860 al 1909, anno della sua morte. Come scrisse nella sua autobiografia, diffondere nel mondo esterno i principi di libertà, uguaglianza e fratellanza che aveva appreso e sperimentato tra le mura domestiche divenne negli anni la sua più grande aspirazione.
Dopo aver studiato medicina all'università di Friburgo in Brisgovia e a quella di Berlino, Oppenheimer esercitò la professione di medico a Berlino per una decina di anni, dal 1886 al 1895. In qualità di medico, cercò di combattere le sofferenze che affliggevano specialmente i più poveri, ma con tempo si convinse che fosse necessario un profondo cambiamento sociale e quindi anche economico per ottenere un effettivo miglioramento delle condizioni di vita. Fu così che a partire dal 1890, Oppenheimer cominciò a occuparsi di questioni di socio-politiche e di economia sociale. Si dedicò così allo studio di Karl Marx e alle utopie dei primi socialisti, interessandosi in particolare alle teorie economiche e sociologiche nazionali del suo tempo. Questo percorso di studi lo portò a conseguire nel 1909  il dottorato di ricerca in economia a Kiel con una tesi sull'economista David Ricardo.
Contestualmente agli studi economici e sociologici, Oppenheimer fu molto attivo sulla stampa tedesca e sionista. Fu redattore capo della rivista Welt am Morgen, e conobbe Friedrich Naumann, che, all'epoca, lavorava per diversi quotidiani. Collaborò con il giornale sionista Die Welt, fondato da Theodor Herzl, e curò assieme a Selig Eugen Soskin, Otto Warburg la rivista sionista Altneuland: Monatsschrift für die wirtschaftliche Erschließung Palästinas (1904-1906), un mensile dedicato alle questioni sullo sviluppo economico della Palestina.
Dal 1909 al 1917, fu privatdozent a Berlino, poi, per due anni, titularprofessor. Nel 1914 fu uno dei co-fondatori del Comitato tedesco per la liberazione degli ebrei russi (Deutsches Komitee zur Befreiung der russischen Juden). Nel 1919, accettò la cattedra di sociologia ed economia teorico-politica presso la Johann Wolfgang Goethe-Universität di Francoforte. Questa fu la prima cattedra dedicata espressamente alla sociologia in Germania. Oppenheimer ricoprì tale cattedra fino al 1928, succeduto poco dopo da un altro importante sociologo tedesco, Karl Mannheim.
Dal 1934 al 1935, Oppenheimer insegnò in Palestina, all'epoca un protettorato britannico. Nel 1936 fu nominato membro onorario della American Sociological Association. Nel 1938, a causa delle persecuzioni antisemitiche naziste, emigrò via Tokyo e Shanghai a Los Angeles, negli Stati Uniti. Nel 1941 divenne uno dei membri fondatori del The American Journal of Economics e Sociology.
Hillel Oppenheimer fu figlio di Franz Oppenheimer e professore di botanica presso l'Università Ebraica di Gerusalemme e destinatario di un Premio Israele.

## Opera
Consideratosi da sempre un socialista liberale, Oppenheimer si dedicò maggiormente ad analisi socio-economiche, tra cui lo studio della proprietà terriera, per la quale auspicò una sua totale abolizione in favore del principio di proprietà collettiva, e della natura antropologica dello Stato, sulla quale espresse un'originale continuità con il pensiero enunciato dal sociologo polacco Ludwig Gumplowicz, secondo cui esso nascerebbe da forme, cruente e no, di sopraffazione di un determinato gruppo sociale su di un altro. Per Oppenheimer, dunque, l'autorità statale ed il capitalismo, secondo lo stesso pensatore inevitabilmente collusi l'uno con l'altro, erano da indicare quale principali cause delle disuguaglianze e iniquità della società. In alternativa, propose dunque, in buona parte sulla scorta delle teorie economiche di David Ricardo e Henry George, un modello di economia di mercato collettivista e cooperativista, che consentisse una fruizione egualitaria e mutualistica del lavoro, attraverso l'utilizzo da parte della popolazione di particolari strutture organizzative autogestite, chiamate Siedlungsgenossenschaften ("cooperative di colonizzazione"), e la riduzione delle istituzioni statali ad un mero apparato di organi amministrativi con la sola funzione di coordinare, in maniera imparziale e non intrusiva, gl'interessi generali delle singole unità produttive.
Il politico ed economista Ludwig Erhard, Cancelliere dell'allora Germania dell'Ovest dal 1963 al 1966, fu un suo studente, col quale tra l'altro discusse la tesi di dottorato,  che attuò un particolare modello d'economia di mercato, il Soziale Marktwirtschaft ("economia sociale di mercato"), ispirandosi alle sue tesi sul ruolo degli organi statali nella gestione del ciclo economico e sulla sua tenuta sociale, pur rifiutandone categoricamente l'assetto socio-economico socialista e collettivistico-autogestionario. Le sue idee, inoltre, esercitarono una considerevole influenza sullo sviluppo dei kibbutz da parte dei primi coloni socialisti sionisti.
I suoi lavori comprendono circa 40 libri e 400 saggi incentrati sulla sociologia, sull'economia, e sulle questioni politiche del suo tempo. Uno dei più famosi fu Der Staat (Lo Stato).
Altre importanti opere sono:
- Valore e profitto capitalistico (1916)
- Sistema di sociologia (1922)